# Strana Officina (EP)
Strana Officina è il primo EP omonimo del 1984.

## Tracce
1. Viaggio in Inghilterra – 3:51
2. Autostrada dei sogni – 7:37
3. Luna nera – 8:08
4. Piccolo uccello bianco – 9:10

## Formazione
- Daniele "Bud" Ancillotti - voce
- Fabio Cappanera - chitarra
- Marcellino Masi - chitarra
- Enzo Mascolo - basso
- Roberto Cappanera - batteria